# Паштунски језик
Паштунски (пуштунски, патански, пашту, пушту, пашто), познат и као авгански, је индоевропски језик који се говори у Авганистану и западном Пакистану. Паштунски језик припада групи индо-иранских језика. Овај језик говори око 38 до 42 милиона људи у свету. Паштунски језик је званични и национални језик Авганистана.
Као матерњи језик углавном га говоре етнички Паштуни. Он је један је од два званична језика Авганистана поред дарија, и други је по величини провинцијални језик Пакистана, који се углавном говори у Хајбер Пахтунви и северној области Белуџистана. Исто тако, то је примарни језик паштунске дијаспоре широм света. Укупан број говорника паштунског језика је најмање 40 милиона, мада неке процене наводе и до 60 милиона. Пашту је „један од примарних маркера етничког идентитета” међу Паштунима.

## Дијалекти
Као последица планинског терена на коме живе Паштуни, језик има многе акценте или дијалекте. Два главна дијалекта су меки или јужни дијалекат и тврди или северни дијалекат. Главне разлике између дијалеката су варијације у изговору следећих 5 сугласника:
| југозападни   |
| југоисточни   |
| централни     |
| североисточни |

Разлике између јужних и северних дијалеката су углавном фонолошке.

## Распрострањеност
Паштунски језик говори око 27 милиона људи у Пакистану (западне провинције Хајбер-Пахтунва и Белуџистан) где га говори око 20% становништва и још 11 милиона људи у Авганистану, што чини око 35% становништва Авганистана. Поред Пакистана и Авганистана, значајан број говорника овог језика постоји и у Ирану.

## Званични статус
Паштунски је национални и званични језик Авганистана. Овај језик користи авганистанска администрација, образовне институције, телевизија и верске институције.

## Паштунски алфабет
Слова паштунског алфабета су:

ا ب پ ت ټ ث ج ځ چ څ ح خ د ډ ذ ر ړ ز ژ ږ

 س ش ښ ص ض ط ظ ع غ ف ق ک ګ ل م ن ڼ ه و ى ئ ي ې ۍ 

### Слова карактеристична за паштунски
Следећа слова су карактеристична само за паштунски језик: 

 ټ، ځ، څ، ډ، ړ، ږ، ښ، ګ،
ڼ، ې ،ۍ 

## Фонологија

### Самогласници
|           | Предњи | Средњи | Задњи |
| --------- | ------ | ------ | ----- |
| Затворени |        |        |       |
| Средњи    |        |        |       |
| Отворени  |        |        |       |

Поред ових самогласника, постоје и дифтонзи: .

### Сугласници
|               | Лабијални | Дентални | Алвеоларни | Ретрофлексивни | Посталвеоларно | Непчани | Веларни | Увуларни | Глотални |
| ------------- | --------- | -------- | ---------- | -------------- | -------------- | ------- | ------- | -------- | -------- |
| Носни         |           |          |            |                |                |         |         |          |          |
| Плозивни      |           |          |            |                |                |         |         |          |          |
| Фрикативни    |           |          |            |                |                |         |         |          |          |
| Африкативни   |           |          |            |                |                |         |         |          |          |
| Апроксимантни |           |          |            |                |                |         |         |          |          |
| Вевни         |           |          |            |                |                |         |         |          |          |

 се јављају само у страним речима.

## Фонд речи
Највећи број речи потиче из самог паштунског језика. Позајмљенице су најчешће узимане из арапског и персијског језика.